# Ezker abertzalea

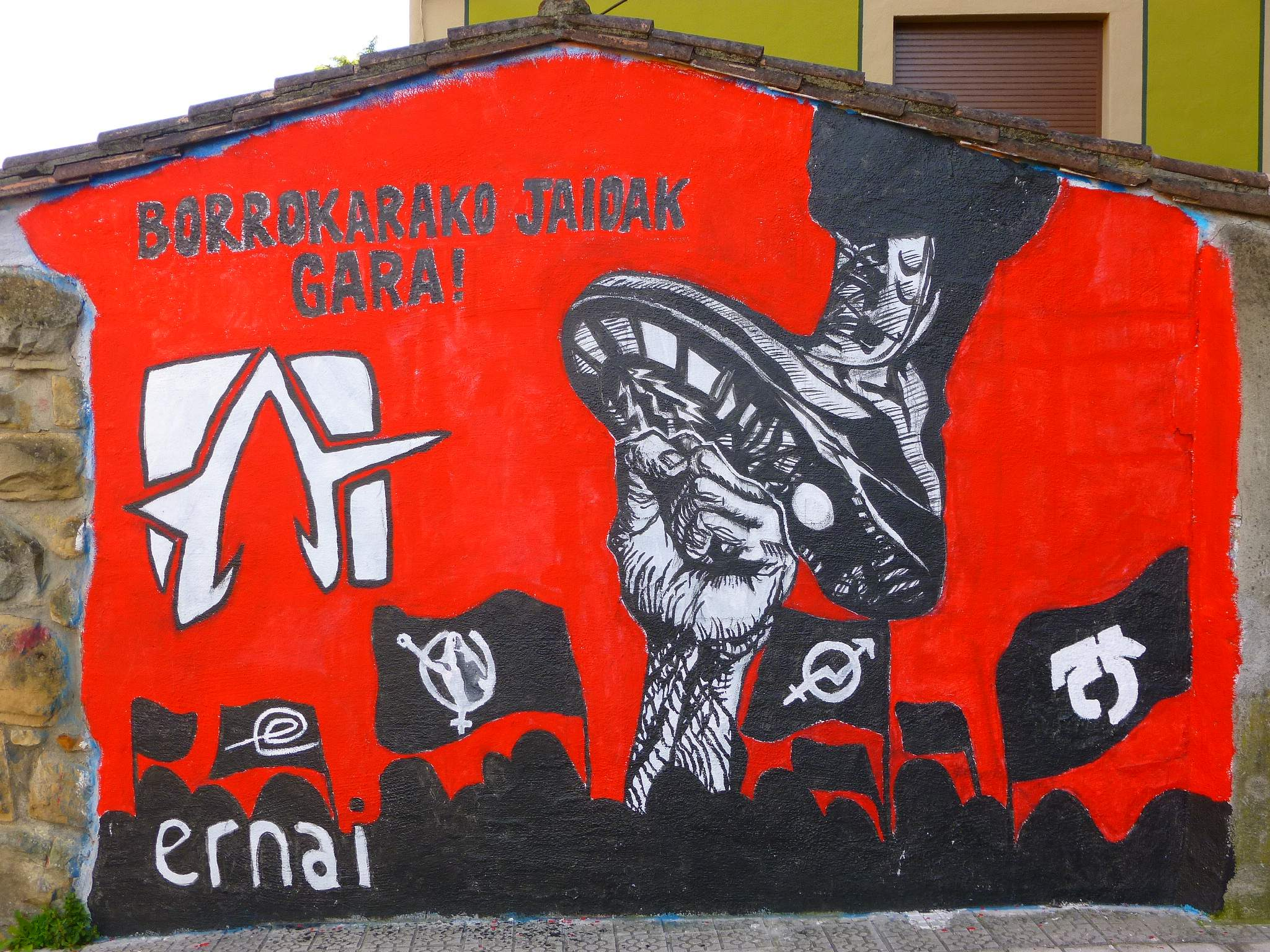
Muurschildering in Abadiño

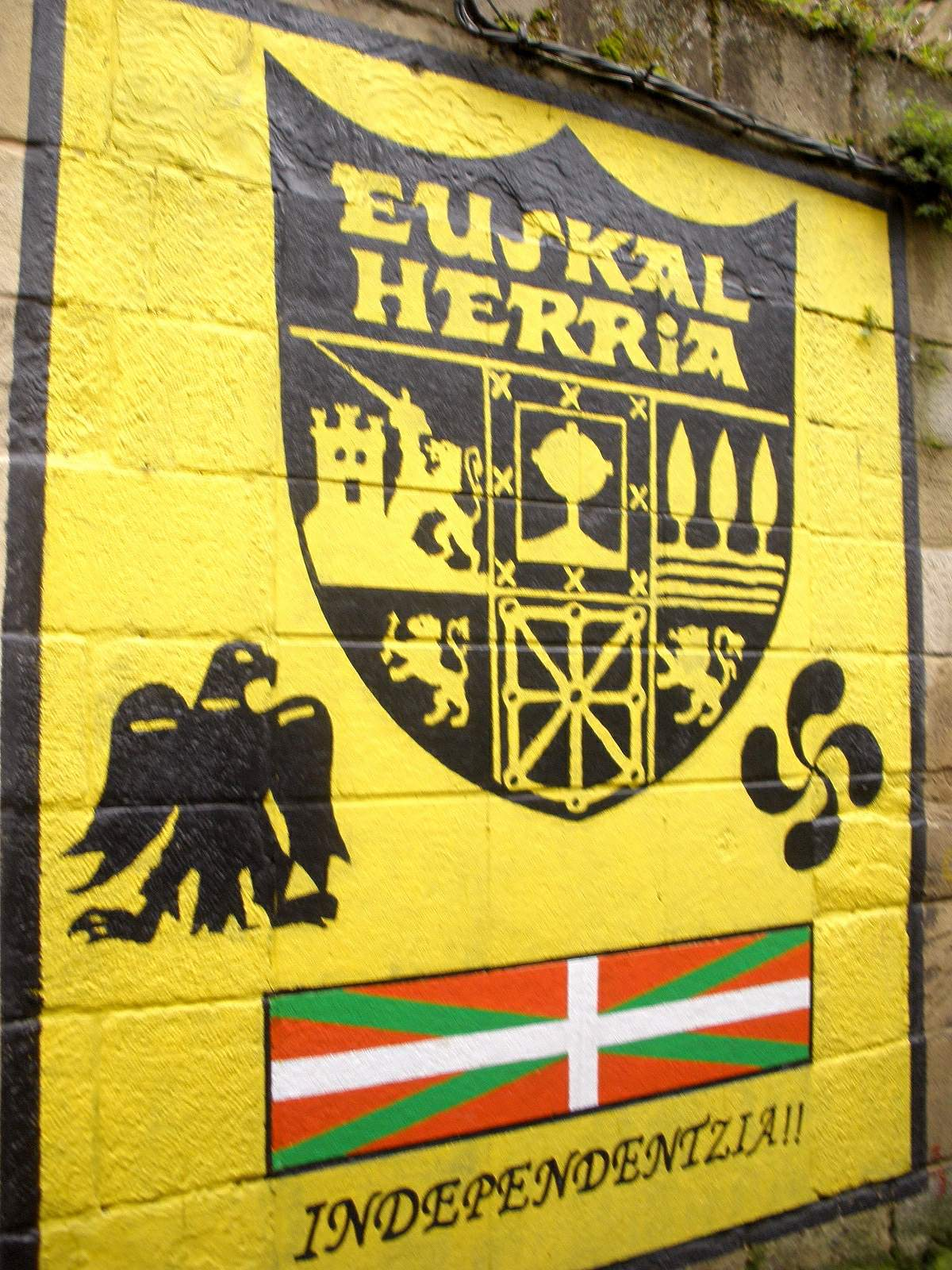
Muurschildering in Pasajes

Ezker abertzalea (Baskisch voor "patriottisch links" of "nationalistisch links", Spaans: izquierda abertzale) is een Baskische links-nationalistische ideologie die een onafhankelijk Baskenland nastreeft. De term abertzale werd in 1896 bedacht door de Baskische ideoloog en politicus Sabino Arana en gebruikt in kringen van de terreurbeweging ETA als reactie op het traditionele conservatieve en christendemocratische Baskische nationalisme dat vertegenwoordigd werd door de politieke partij PNV. In enge zin verwijst het woord vandaag de dag naar het radicale Baskische nationalisme dat is voortgekomen uit de ETA. Exponenten van deze stroming zijn Batasuna, de politieke tak van de ETA die in 2003 werd verboden en zichzelf in 2013 ophief, en Sortu, opgericht in 2011 en gelegaliseerd in 2012. Ook wordt kale borroka, ongeorganiseerd politiek gemotiveerd straatgeweld in de jaren '90 en 2000, vaak in verband gebracht met het abertzale links. 
Voorafgaand aan het ontstaan van de term ezker abertzalea waren er echter al veel andere stromingen die antikapitalisme en zelfbeschikkingsrecht met elkaar combineerden. Een groot aantal organisaties en bewegingen heeft zo bijgedragen aan de vorming van het gedachtegoed van ezker abertzalea, zowel vanuit communistische, socialistische als sociaaldemocratische hoek. De belangrijkste hedendaagse organisaties die abertzale kunnen worden genoemd, zijn EH Bildu, een politieke partij in het Spaanse Baskenland, en Euskal Herria Bai in het Franse Baskenland, die nauw met elkaar samenwerken. Hoewel deze partijen geweld afwijzen, worden zij ook tot ezker abertzalea gerekend.
Een van de belangrijkste personen binnen het ezker abertzalea vandaag de dag is Arnaldo Otegi, die in zijn jeugd actief was bij de ETA, meerdere keren lange tijd in de gevangenis heeft gezeten en tegenwoordig coördinator is van EH Bildu na zijn gewelddadige gedrag in het verleden te hebben afgezworen.